# خلف (برشلونة)
بلدية خَلَف أو كلف أو (نقحرة: كالاف) (بالكاتالانية: Calaf) هي إحدى بلديات مقاطعة برشلونة، والتي تقع في منطقة قطلونية، شرق إسبانيا.
يبلغ عدد سكانها 3.435 نسمة وفقاً لإحصائية سنة (2007).